# Kártikéja

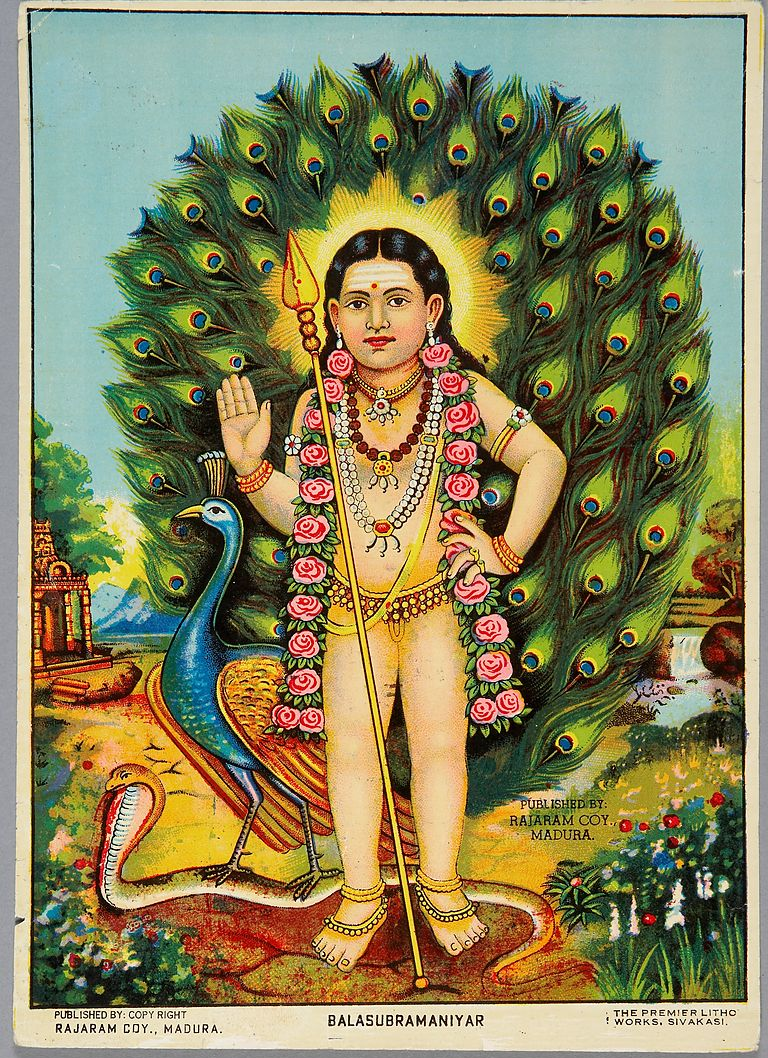
Kártikéja

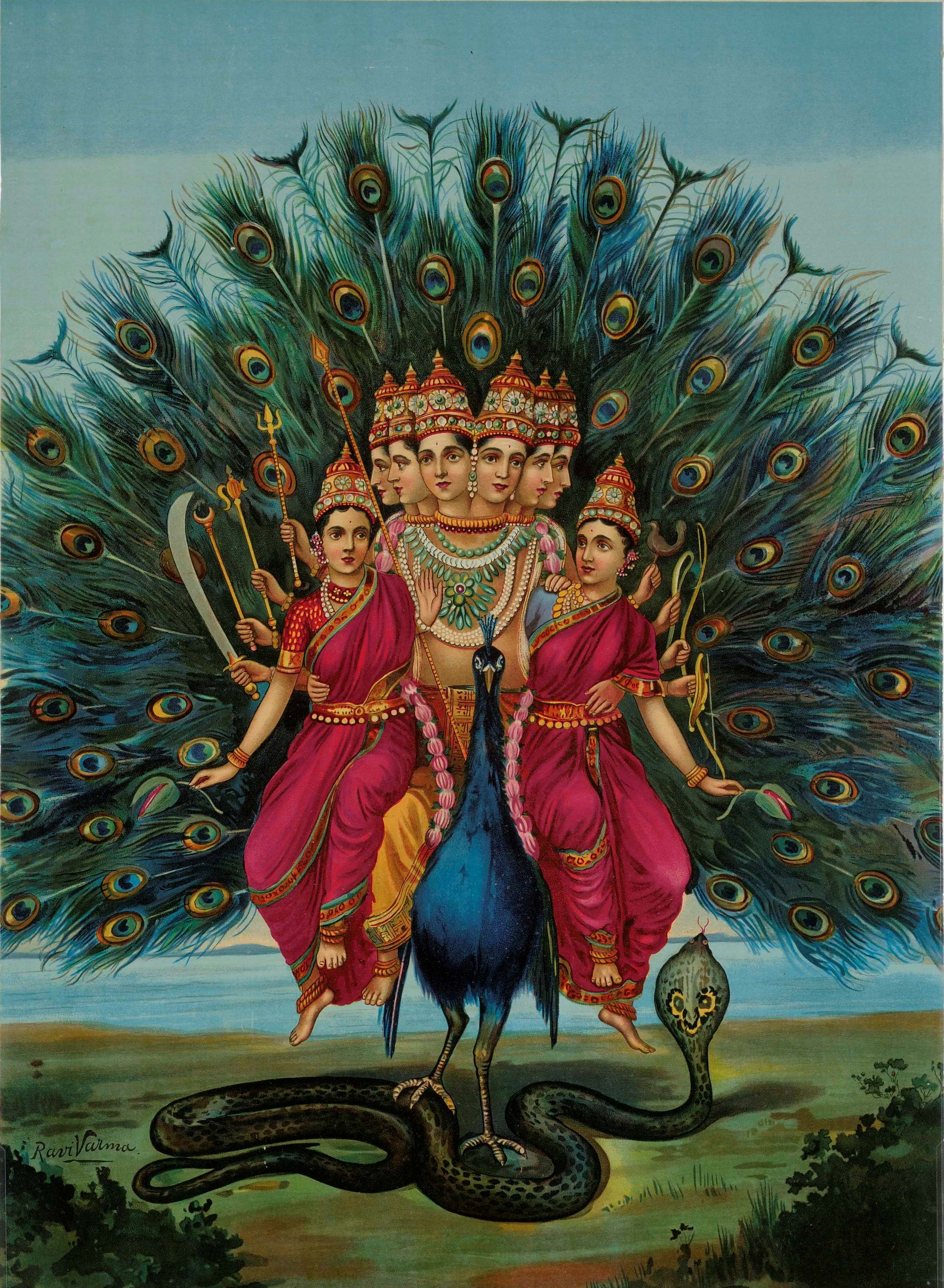
Kártikéja egy másik ábrázolása

Kártikéja (tamil: கார்த்திகேயன் Kārttikēyaṉ), más nevein Szubramanja (सुब्रह्मण्य), Szkanda (szanszkrit: स्कन्द) vagy Murugan (tamil: முருகன் Murukaṉ) a hindu panteonban a dévák között szerepel, mint Siva és Párvati fia. A hinduizmusban a háború istene. Elsődleges istene a Kaumaram hindu szektának, amely Dél-Indiában és Sri Lankán népszerű.
Ábrázolásain gyakran egy dárdát tart a kezében és egy kiterjesztett farkú páván lovagol. Mint más dévák is, Kártikája az emberi értelemben vett tökéletességet mintázza, és szimbólumaiban hordozza azt az ösvényt, amelyen az ember elérheti a tökéletesség állapotát.
Kártikája dárdája vagy kardja a sakti: fegyver. Ahogy Siva háromágú szigonyt tartja a kezében vagy Visnu éles diszkoszt, úgy ő is fegyvert hord. A dévák, az istenség többféle arculatában megjelenő szubsztanciái azért fegyverkeznek fel, hogy ezzel jelképezzék az ember lehetséges, megvívandó küzdelmét, harcát saját vászanái, vágyai, késztetései ellen. Szubramanja (vagy Kartikéja) dárdája is a vászanák és szenvedélyek legyőzését jelképezi.
Ez istenség hordozó állata a páva. A páva is szimbólum, legfontosabb tulajdonsága a hiúság, önteltség, hivalkodás. A páva azokat a tulajdonságokat jelképezi, amelyeket az embernek le kell győznie, le kell vetkőznie, ha Szubramanja (Kartikéja) állapotát el akarja érni.
Az ábrázolásokon a páva előtt van a kígyó. A páva a kígyó ellensége, karmaival nem öli meg, csak fogságában tartja. Ez az én-tudat feletti teljes kontrollt jelképezi, mert a vágyak, szenvedélyek kígyója az én-tudat jelképe is.
Kártikéja egy másik formája a Shanmukha. Hat arca van, neve is ezt takarja; a shat jelentése hat, a mukha pedig arc. A hatarcúság szimbolikus jelentése: az Én, az érzékszerveken keresztül nyilvánul meg, amíg az egyik arc az Én-t jelképezi, a másik öt az érzékszerveket.